# ميكي روكو
ميكي روكو (بالإنجليزية: Mickey Rocco)‏ هو لاعب كرة قاعدة أمريكي، ولد في 2 مارس 1916 في سانت بول في الولايات المتحدة، وتوفي بنفس المكان في 1 يونيو 1997.

## وصلات خارجية
- ميكي روكو على موقعبيزبول رفرنس.كوم (الدوري الرئيسي) (الإنجليزية)